# Pradejón
Pradejón település Spanyolországban, La Rioja autonóm közösségben. Pradejón Calahorra, Autol, Quel, Arnedo, El Villar de Arnedo, Ausejo, Lodosa és Sartaguda községekkel határos. Lakosainak száma 3754 fő (2024).

## Népesség
A település népessége az elmúlt években az alábbi módon változott:
| Lakosok száma | 3186 | 3541 | 3770 | 3982 | 4184 | 4051 | 3908 | 3871 | 3853 | 3754 |
|               | 2001 | 2004 | 2007 | 2009 | 2012 | 2014 | 2017 | 2019 | 2022 | 2024 |